# Servantes de Jésus
Les Servantes de Jésus (en latin : Congregatio Ancillarum Iesu) sont une congrégation religieuse féminine de droit pontifical. 

## Historique
Sous l'inspiration d'Honorat de Biala, Éléonore Motylowska fonde à Varsovie une association de femmes travaillant comme domestiques pour se défendre contre les dangers moraux et d'exploitation auxquels elles pourraient être soumises dans leur travail, et se soutenir mutuellement lors de périodes de chômage ou de maladie. Au fil du temps, l'association ouvre des cantines, des écoles pour la formation professionnelle.
Le 8 décembre 1884, Éléonore Motylowska et quelques compagnes prononcent des vœux religieux; à l'origine, la congrégation prend la forme d'un institut séculier à cause de la persécution religieuse. L'institut est agrégé aux frères mineurs capucins le 18 avril 1906 et reçoit le décret de louange en 1907.

## Activités et diffusion
Les sœurs aident les jeunes travailleurs, elles ont également des institutions éducatives et caritatives.
Elles sont présentes en:
- Europe : Pologne, Ukraine, Italie.
- Amérique : Bolivie, États-Unis.

La maison-mère est à Varsovie.
En 2017, la congrégation comptait 270 sœurs dans 32 maisons.